# Конвалія (пам'ятка природи)
Конва́лія — ботанічна пам'ятка природи місцевого значення в Україні. Розташована в межах Бродівського району Львівської області, на північний схід від міста Броди. 
Площа 9,5 га. Статус надано згідно з рішенням Львівської облради від 27.12.1998 року № 118. Перебуває у віданні ДП «Бродівський лісгосп» (Бродівське лісництво, кв. 17, вид. 6). 
Статус надано з метою збереження місцезростання конвалії травневої у невеликому лісовому масиві, де переважають соснові насадження. Зростають також високопродуктивні насадження інших хвойних порід та цінний підлісок.